# Aprochaetops atricornis
Aprochaetops atricornis är en tvåvingeart som först beskrevs av Malloch 1934.  Aprochaetops atricornis ingår i släktet Aprochaetops och familjen lövflugor. Inga underarter finns listade i Catalogue of Life.